# Lycophidion ornatum
Lycophidion ornatum (прикрашена вовча змія) — вид змій родини Lamprophiidae. Мешкає в Центральній Африці.

## Поширення і екологія
Прикрашені вовчі змії поширені від Великої рифтової долини в Кенії, Уганді і північній Танзанії на захід через Демократичну Республіку Конго до Камеруну і на південний захід до північної Анголи, а також в горах Іматонг в Південному Судані. Вони живуть у вологих тропічних лісах, на висоті від 700 до 100 м над рівнем моря. Живляться дрібними ящірками, відкладають яйця, в кладці від 2 до 6 яєць.